# Jutta Koberg
Jutta Koberg (* 1928 in Tetschen, Tschechoslowakei) ist eine deutsche Hebamme. Sie war die erste Geschäftsführerin des Bundes Deutscher Hebammen.

## Leben
Jutta Koberg wuchs zusammen mit zwei Schwestern in Tetschen auf und wurde vor allem sportlich und musikalisch gefördert. In Aussig besuchte sie die Volksschule und anschließend das Lyceum. 1944 beendete sie ihre schulische Ausbildung mit der Mittleren Reife. Anschließend besucht sie bis April 1944 die Fachschule für Frauenberufe. Während des Kriegseinsatzes sammelt sie erste Erfahrungen im medizinischen Bereich. Durch das Ende des Zweiten Weltkrieges wurde ihre Ausbildung unterbrochen, da sie von 1945 bis 1946 in einem Internierungslager untergebracht war. 1946 wurde sie als Sudetendeutsche zusammen mit ihrer Mutter und ihrer Schwester (der Vater war 1943 gefallen) ausgewiesen und nach Hessen umgesiedelt. Da ein Sprachstudium aus finanziellen Gründen nicht möglich ist begann sie eine Ausbildung als Krankenschwester an Universitätsklinik in Frankfurt und wird Mitglied des Agnes-Karl-Schwesternverbandes. Nach dem Examen arbeitete sie zunächst als Krankenschwester und absolvierte dann von 1960 bis 1961 die Hebammenausbildung an der Universitätsfrauenklinik in Heidelberg unter der Lehrhebamme Maria Hipp, der späteren Vorsitzenden des  Verbands Deutscher Anstaltshebammen (VDA), dem Vorgänger des Bundes Deutscher Hebammen (BDH). Als Hebamme arbeitete sie in mehreren Krankenhäusern und 1965 zusätzlich als Unterrichtsschwester. Schließlich wechselte sie 1972 als Pflegedienstleitung und Leiterin der Hebammenschule an die Landesfrauenklinik Karlsruhe. Berufsbegleitend absolvierte sie über die Zentrale für Volksgesundheit eine Ausbildung zur Lehrkraft. In dieser Zeit begann sie, über den Kontakt mit Maria Hipp, auch mit der aktiven Verbandsarbeit.
Nach der Überführung des VDH zum BDH 1979 und den damit veränderten finanziellen Möglichkeiten des Verbandes, war sie an der Eröffnung der Geschäftsstelle des Bundes Deutscher Hebammen in Karlsruhe am 1. September 1982 beteiligt, deren Geschäftsführerin sie wurde. Sie war mit dafür verantwortlich, dass es seit dem 1. Januar 1991 einen gesamtdeutschen Hebammenverband gibt.

## Auszeichnung
- Bundesverdienstkreuz am Bande (9. Juni 1992)[1]

## Quelle
- S. Ehle: Erfolg war immer auch Ansporn, Hebammenforum, Mai 2009.